# Thượng Thái
Thượng Thái (chữ Hán giản thể: 上蔡县, Hán Việt: Thượng Thái huyện) là một huyện của địa cấp thị Trú Mã Điếm, tỉnh Hà Nam, Cộng hòa Nhân dân Trung Hoa. Huyện này có diện tích 1517 km2, dân số năm 2002 là 1,35 triệu người, huyện lỵ tại trấn Thái Đô. Huyện này được chia ra thành các đơn vị hành chính gồm 7 trấn, 17 hương. 
- Trấn: Thái Đô, Dương Tập, Hoàng 埠, Chu Lý, Chu Hồ, Đường Điếm và Hoa Pha.
- Hương: Bách Xích, Dương Truân, Tiểu Nhạc Tự, Đại Lộ Lý, Vô Lượng Tự, Tháo Kiều, Tây Hồng, Thiêu Điếm, Ngũ Long, Đông Hồng, Lư Cương, Tề Hải, Hàn Trại, Sùng Lễ, Hoà Điếm, Thái Cấu và Đông Ngạn.

==Tham khảo==